# Saison 7 de Parks and Recreation
Chronologie
Saison 6
Cet article présente le guide des épisodes de la septième et dernière saison de la série télévisée américaine Parks and Recreation.

## Généralités
- La saison a été diffusée du 13 janvier 2015 au 24 février 2015 sur le réseau NBC.
- Au Canada, la saison a été diffusée en simultanée sur le réseau Citytv.

## Distribution

### Acteurs principaux
- Amy Poehler : Leslie Knope
- Aziz Ansari : Tom Haverford
- Nick Offerman : Ron Swanson
- Aubrey Plaza : April Ludgate
- Chris Pratt : Andy Dwyer
- Adam Scott : Ben Wyatt
- Retta Sirleaf : Donna Meagle
- Jim O'Heir : Jerry Gergich
- Billy Eichner : Craig Middlebrooks

### Acteurs récurrents
- Natalie Morales : Lucy
- Megan Mullally : Tammy Swanson
- Ben Schwartz : Jean-Ralphio
- Mo Collins : Joan Callamezzo
- Jon Glaser (en) : Jeremy Jamm
- Susan Yeagley : Jessica Newport
- Marc Evan Jackson : Trevor Nellson
- Jon Hamm : Ed
- Jonathan Joss : Ken Hotate
- Blake Anderson (en) : Mike Bean
- Jorma Taccone : Roscoe Santangelo
- Kevin Symons (en) : Bill Dexhart

### Acteurs invités
- Kathryn Hahn : Jennifer Barkley
- Rashida Jones : Ann Perkins (épisode 13)
- Rob Lowe : Chris Traeger (épisode 13)
- Keegan-Michael Key : Joe
- Werner Herzog : Keg Jeggings
- Dax Shepard : Hank Muntak
- Josh Groban : lui-même
- Questlove : Levondrious
- Ginuwine : lui-même
- John Cena : lui-même (épisode 10)
- Peter Serafinowicz : Lord Covington (épisode 10)
- Bill Murray : Walter Gunderson (épisode 11)

## Liste des épisodes

### Épisode 1:Le bicentenaire de Pawnee
- États-Unis /  Canada : 13 janvier 2015 sur NBC[1] / Citytv
- France : 30 décembre 2016 sur Canal+ Séries

- États-Unis : 3,75 millions de téléspectateurs[2] (première diffusion)

### Épisode 2:Ron et Jammy
- États-Unis /  Canada : 13 janvier 2015 sur NBC / Citytv
- France : 30 décembre 2016 sur Canal+ Séries

- États-Unis : 3,25 millions de téléspectateurs[2] (première diffusion)

### Épisode 3:William Henry Harrison
- États-Unis /  Canada : 20 janvier 2015 sur NBC / Citytv
- France : 30 décembre 2016 sur Canal+ Séries

- États-Unis : 3,81 millions de téléspectateurs[3] (première diffusion)

### Épisode 4:Leslie et Ron
- États-Unis /  Canada : 20 janvier 2015 sur NBC / Citytv
- France : 30 décembre 2016 sur Canal+ Séries

- États-Unis : 3,30 millions de téléspectateurs[3] (première diffusion)

### Épisode 5:En marche contre Gryzzl
- États-Unis /  Canada : 27 janvier 2015 sur NBC / Citytv
- France : 30 décembre 2016 sur Canal+ Séries

- États-Unis : 3,48 millions de téléspectateurs[4] (première diffusion)

### Épisode 6:Sauvez Pawnee
- États-Unis /  Canada : 27 janvier 2015 sur NBC / Citytv
- France : 31 décembre 2016 sur Canal+ Séries

- États-Unis : 2,97 millions de téléspectateurs[4] (première diffusion)

### Épisode 7:Donna et Joe
- États-Unis /  Canada : 3 février 2015 sur NBC / Citytv
- France : 31 décembre 2016 sur Canal+ Séries

- États-Unis : 3,45 millions de téléspectateurs[5] (première diffusion)

### Épisode 8:Fausse trahison
- États-Unis /  Canada : 10 février 2015 sur NBC / Citytv
- France : 31 décembre 2016 sur Canal+ Séries

- États-Unis : 3,06 millions de téléspectateurs[6] (première diffusion)

Madeleine Albright

### Épisode 9:La tourte-Mary
- États-Unis /  Canada : 10 février 2015 sur NBC / Citytv
- France : 31 décembre 2016 sur Canal+ Séries

- États-Unis : 2,47 millions de téléspectateurs[6] (première diffusion)

### Épisode 10:Les adieux de Johnny Karaté
- États-Unis /  Canada : 17 février 2015 sur NBC / Citytv
- France : 31 décembre 2016 sur Canal+ Séries

- États-Unis : 2,94 millions de téléspectateurs[7] (première diffusion)

- Peter Serafinowicz
- John Cena (lui-même)

### Épisode 11:Doublé de funérailles
- États-Unis /  Canada : 17 février 2015 sur NBC / Citytv
- France : 31 décembre 2016 sur Canal+ Séries

- États-Unis : 2,47 millions de téléspectateurs[7] (première diffusion)

- Bill Murray (Walter Gunderson)
- Paul Rudd (Bobby Newport)

### Épisode 12:Dernière aventure, première partie
- États-Unis /  Canada : 24 février 2015 sur NBC[8] / Citytv
- France : 31 décembre 2016 sur Canal+ Séries

- États-Unis : 4,15 millions de téléspectateurs[9] (première diffusion)

- Joe Biden

### Épisode 13:Dernière aventure, deuxième partie
- États-Unis /  Canada : 24 février 2015 sur NBC[8] / Citytv
- France : 31 décembre 2016 sur Canal+ Séries

- États-Unis : 4,15 millions de téléspectateurs [9] (première diffusion)

- Rashida Jones
- Rob Lowe